# Henryk Glicenstein

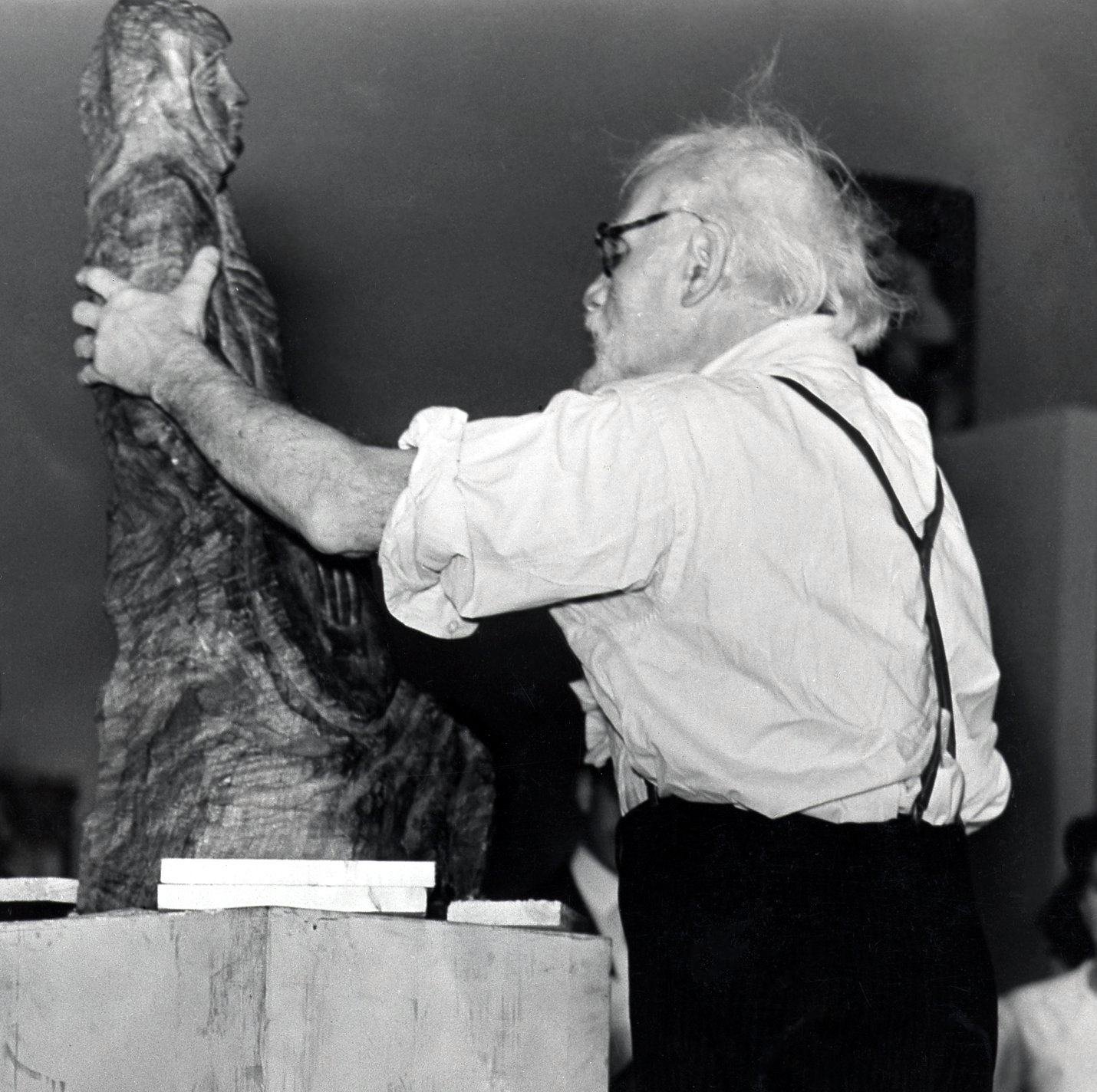
Henryk Glicenstein

Henryk Glicenstein, auch Enoch Glicenstein oder Enrico Glicenstein (geboren 24. Mai 1870 in Turek (Russisches Kaiserreich); gestorben 30. Dezember 1942 in New York) war ein bedeutender polnisch-US-amerikanischer Bildhauer, Radierer und Maler, der auch in Italien tätig war.

## Leben
Glicenstein ging im Alter von 17 Jahren nach Lodz um ein Handwerk zu erlernen und erregte schon hier mit einem aus Schiefer geschnitzten Schachfigurenspiel allgemeine Bewunderung. 1889 bis 1895 studierte er an der Münchner Kunstakademie bei dem Bildhauer Wilhelm von Rümann. In München wurde er zweimal mit dem Akademiepreis ausgezeichnet; 1895 erhielt er von der Berliner Akademie der Künste den Rom-Preis. Infolgedessen übersiedelte Glicenstein nach Rom, wo er bis 1911, bis zu seiner Berufung an die Akademie in Warschau als Nachfolger von Xawery Dunikowski, ansässig blieb.
Im Januar 1912 zeigte die Galerie Commeter in Hamburg einige Arbeiten Glicensteins, darunter den exotischen Akt „Sonnenanbeterin“ (auch „Morgenland“ genannt) und den zierlichen „Frühling“ (Junges Mädchen mit Ziegenbock).
Bekannter wurde er in Deutschland erst durch die im Januar 1913 in der Bremer Kunsthalle veranstaltete Sonderausstellung, die dann auch in anderen Städten mit großem Erfolg gezeigt wurde und in Glicenstein einen Plastiker von außerordentlicher Gestaltungskraft und souveräner Beherrschung des Materials erkennen ließ.
Der König von Italien erwarb die Skulptur „Speerträger“. Neben seiner bildhauerischen Tätigkeit – Glicenstein arbeitete in allen Materialien und hat sich auch in lebhaft bemalter Plastik versucht – pflegte er die Radierung und die Malerei in Öl, Aquarell und Pastell; eine Reihe seiner mit Vorliebe in Federstrichmanier, rein linear behandelter Zeichnungen, seiner ähnlich abrupt stilisierten Radierungen und seiner gemalten Porträts und Landschaften, die in einer derben, von Cézanne beeinflussten Farbengebung behandelt sind, sah man im März 1914 im Berliner Künstlerhaus ausgestellt. Außerdem beschickte Glicenstein regelmäßig den Münchner Glaspalast (1894/97, 1901, 1909), die Münchner (1903) und Berliner Secession (1907, 09, 12), die Römische Esposizione di Belle Arti, die Internationale in Venedig, die Pariser Société nationale des beaux-arts (1904/7, 10). Seine Arbeiten waren bei einer Ausstellung der Krakauer Sztuka, im Wiener Hagenbund und der „Vereinigung polnischer Künstler“ in Krakau zu sehen.
Im Laufe des Ersten Weltkrieges übersiedelte Glicenstein mit seiner Familie in die Schweiz; 1928 emigrierte er in die Vereinigten Staaten. Er hatte geplant, nach Israel zu emigrieren, starb jedoch vorher an den Folgen eines Autounfalls. Auch sein Sohn Emanuel Glicen Romano (Emanuel Glicenstein), der nach seiner Emigration aus den USA in Safed lebte, war ein bedeutender Maler.
Das Israel Bible Museum in Safed trug bis zu seiner Umbenennung im Jahr 1985 den Namen Glicenstein Museum.

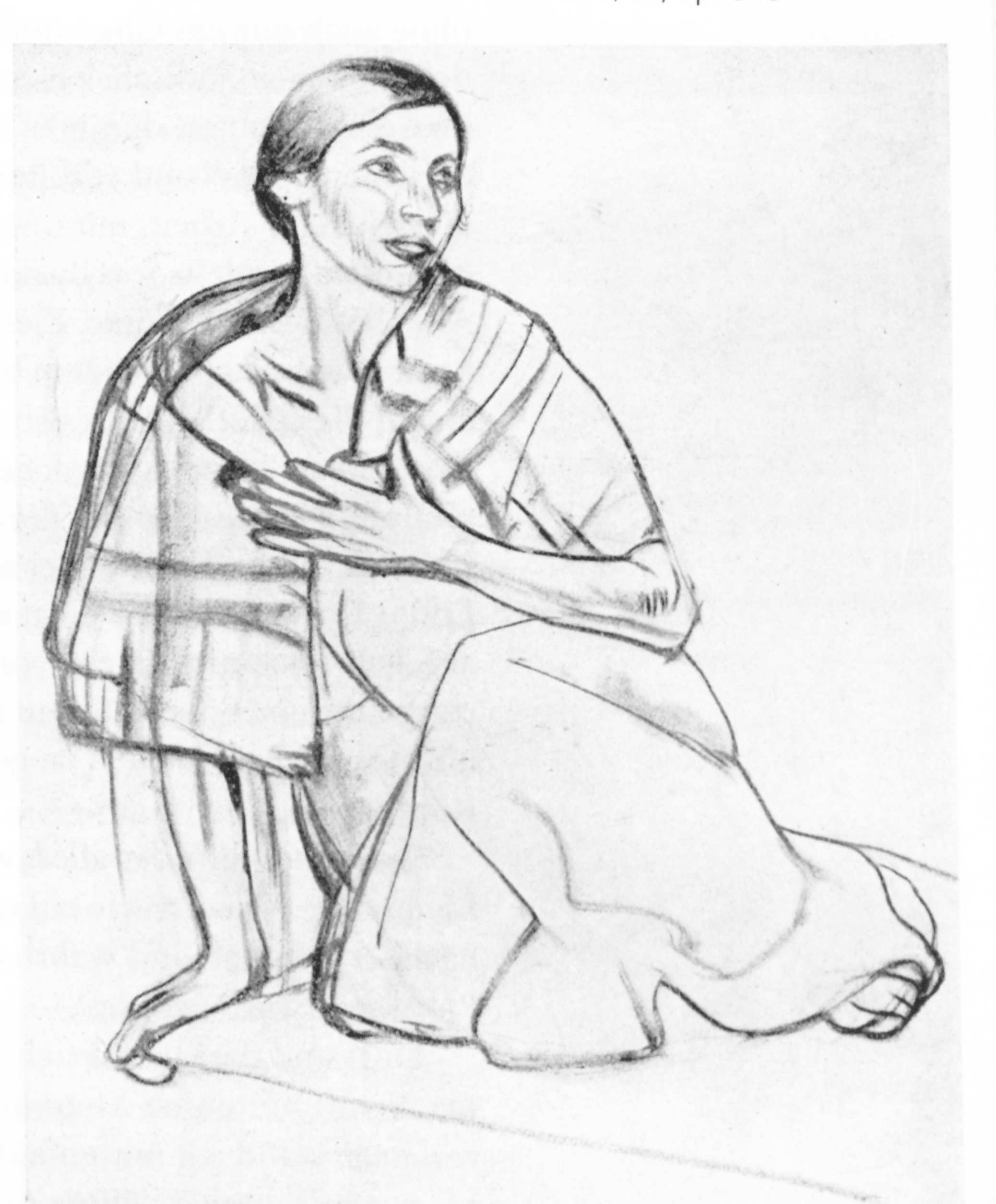
Die Verlassene, in: Ost und West, 1917